# Hanamaki
Hanamaki (花巻市, Hanamaki-shi) est une ville située dans la préfecture d'Iwate, au Japon.

## Géographie

### Situation
La ville de Hanamaki est située dans le centre de la préfecture d'Iwate, sur l'île de Honshū, le long du fleuve Kitakami, au Japon.

### Municipalités limitrophes
| Shizukuishi | Shiwa    | Morioka, Miyako |
| Nishiwaga   | Hanamaki | Tōno            |
| Kitakami    | Kitakami | Ōshū            |

### Démographie
En mai 2019, la population de la ville de Hanamaki était de 95 606 habitants, répartis sur une superficie de 437,55 km2.

## Histoire
Hanamaki s'est développée comme station sur le Ōshū Kaidō. Le 1er avril 1889, les bourgs de Hanamaki et Hanamaki-Kawaguchi sont créés. Ils fusionnent en 1926.
En 1954, les villages de Yuguchi, Yumoto, Miyanome, Yasawa et Ohta sont intégrés à Hanamaki. Le village de Sasama est absorbé l'année suivante.
Le 1er janvier 2006, les bourgs d'Ishidoriya, Ōhasama et Tōwa fusionnent avec Hanamaki, qui obtient le statut de ville.

## Culture locale et patrimoine
Le kagura d'Hayachine, série de danses pratiquées au sanctuaire Hayachine, fait partie du patrimoine culturel immatériel de l'humanité.
La ville compte de nombreux onsen.

## Transports
La ville de Hanamaki est desservie par la ligne Shinkansen Tōhoku à la gare de Shin-Hanamaki. La ville est également desservie par les lignes classiques Tōhoku et Kamaishi qui se croisent à la gare de Hanamaki.
L'aéroport d'Iwate-Hanamaki se trouve au nord de la ville.

## Jumelage
- Rutland (États-Unis)
- Hot Springs (États-Unis)
- Berndorf (Autriche)

## Personnalités liées à la municipalité
- Tetsugorō Yorozu (1885-1927), photographe
- Kenji Miyazawa (1886-1933), poète
- Shunkichi Kikuchi (1916-1990), photographe